# 拉木扎布·贡达赖
拉木扎布·贡达赖（1963年—），蒙古族，库苏古尔省哈德哈勒（Khatgal）人，蒙古国政治人物。

## 生平
1963年，贡达赖生于哈德哈勒。1982年自本地的中学毕业。此后他从1984年到1991年在民主德国哈雷的马丁路德大学学习医学。毕业后，他投身商界，创办GMET及Batsarai公司。
2000年国家大呼拉尔选举中，贡达莱作为独立候选人在库苏古尔省西北部第45选区当选，随后于同年加入民主党。在他的第一个国家大呼拉尔委员任期内，他同法律部长曾德·尼亚木道尔吉闹翻，因指其涉嫌向外国特工提供秘密文件。此事最后，贡达赖被指控诽谤，贡达赖于2003年8月在飞往首尔的航班上被拘留。
贡达赖于2004年国家大呼拉尔选举中再度当选国家大呼拉尔委员。2005年底，贡达赖组建了自己的政党“人民党”，其组织结构模仿了蒙古帝国的政治结构。在2006年1月蒙古人民革命党领导的政府在争议中成立后，贡达赖被任命为蒙古国健康部部长。但2007年1月，因被指人事政策失败、渎职、对国际组织代表行为不当，贡达赖被免职。
2008年4月，贡达赖离开了人民党，重新加入民主党。2008年6月29日，在国家大呼拉尔选举中，贡达赖作为民主党在库苏古尔省的两位候选人之一，成功当选国家大呼拉尔委员。